# Grey's Anatomy, le jeu vidéo
Grey's Anatomy, le jeu vidéo est un jeu vidéo adapté de la série télévisée américaine Grey's Anatomy, développé par Longtail Studios et édité par Ubisoft. Il est sorti sur Nintendo DS, Wii et PC.

## Trame
Le jeu reprend le scénario et les événements principaux de certains épisodes de la saison 4 de la série. Il permet au joueur d'incarner les héros de la série et de les aider à gérer leurs humeurs, leurs émotions et, bien sûr, à effectuer correctement des opérations chirurgicales ardues. Le jeu se présente comme une sorte de gigantesque roman photo : des images se succèdent les unes après les autres pendant que les dialogues défilent en bas de l'écran.
Histoire des personnages :
- Meredith ne sait pas si elle veut une relation sérieuse avec Derek.
- Derek n'aime pas passer après Cristina et il pose un ultimatum a Meredith.
- Cristina veut à tout prix avoir le post doc pour de grande recherche, mais elle se sent de moins en moins bien.
- George, Lexie et Alex, le triangle amoureux de ce jeu, George aime Lexie qui aime Alex, qui semble s'attacher a Ava.
- Callie ne se sent plus à sa place dans l'hôpital et devient très ami avec Richard.
- Richard doit gérer son hôpital.
- Izzie doit s'occuper du bébé de Bailey et se rapproche de Damon.
- Entre Mark et Erica, un jeu de séduction s'installe.
- Bailey a des problèmes conjugaux.

Et en plus de tous ces problèmes, une maladie s'installe dans l'hôpital.

## Système de jeu

### Progression
Le jeu est divisé en plusieurs parties :
- 5 épisodes : ils reprennent chacun le scénario de l'un des épisodes de la série. Chaque épisode commence et se termine par un court récit de Meredith, tout comme dans la véritable série.
- Entre 4 et 7 actes par épisode : ils correspondent à un jour et/ou à une heure précise de la journée durant laquelle un certain nombre d'événements se déroulent.
- Entre 3 et 10 scènes par acte : chaque scène permet au joueur d'incarner un personnage différent et de l'aider à accomplir un certain nombre de tâches. Une fois une scène terminée, le jeu est sauvegardé et la scène peut être rejouée via le menu principal.

### Objectifs
Durant chaque scène, le joueur doit accomplir un certain nombre d'objectifs avec son personnage. Il doit pour cela utiliser le stylet (version Nintendo DS), la Wiimote (version Wii) ou la souris (version PC). Chaque objectif doit être accompli dans un temps imparti. Si le temps est écoulé ou si l'objectif n'a pas été accompli correctement, le personnage perd un cœur. Quand le joueur n'a plus aucun cœur, il doit recommencer la scène.

### Personnages jouables
Dans ce jeu, tous les personnages de la saison 4 son contrôlables, ainsi que quelques personnages inédits à ce jeu. D'autres personnages, comme les patients, ne sont pas contrôlables.